# Ubaba
Ubaba (łac. Diocesis Ubabensis) – stolica historycznej diecezji we Cesarstwie rzymskim w prowincji Mauretania Cezarensis, zlikwidowana w VII w. podczas ekspansji islamskiej, współcześnie w północnej Algierii. Obecnie katolickie biskupstwo tytularne.

## Biskupi tytularni
| Lp. | Biskup                         | Funkcja                                     | Od               | Do               |
| --- | ------------------------------ | ------------------------------------------- | ---------------- | ---------------- |
| 1   | Brian David Usanga             | biskup pomocniczy Calabaru (Nigeria)        | 5 sierpnia 1966  | 5 lutego 1970    |
| 2   | Andreas Henrisoesanta          | biskup pomocniczy Tanjungkarang (Indonezja) | 29 sierpnia 1975 | 18 kwietnia 1979 |
| 3   | Joseph Mukwaya                 | biskup pomocniczy Kampali (Uganda)          | 10 sierpnia 1982 | 21 czerwca 1988  |
| 4   | Dominik Tóth                   | biskup pomocniczy Bratysławy (Słowacja)     | 17 marca 1990    | 16 maja 2015     |
| 5   | José Adalberto Jiménez Mendoza | wikariusz apostolski Aguarico (Ekwador)     | 2 sierpnia 2017  |                  |